# Journal of Photochemistry and Photobiology B
Journal of Photochemistry and Photobiology B: Biology is een internationaal, aan collegiale toetsing onderworpen wetenschappelijk tijdschrift over fotochemie. Het raakt aan de biochemie, moleculaire biologie en biofysica.
De naam wordt in literatuurverwijzingen meestal afgekort tot J. Photochem. Photobiol. B Biol.
Het wordt uitgegeven door Elsevier namens de European Society for Photobiology en verschijnt maandelijks.
Het eerste nummer verscheen in 1987.